# 800万の死にざま
『800万の死にざま』（8 Million Ways to Die）は、ハル・アシュビー監督による1986年のアメリカ合衆国の映画である。ローレンス・ブロックの小説『八百万の死にざま』を原作としており、オリバー・ストーンらが脚色した。アシュビーが監督した劇場映画は本作が最後である。

## あらすじ
ロサンゼルス市警察の優秀な刑事だったマシューは、ある事件をきっかけにアルコール依存症となり休職・離婚してしまい、リハビリを受けて社会復帰した。
復帰後のあるパーティーでマシューはサニーという女性と知り合うが、2人になった途端、サニーは彼に助けを求める。そこで開催されたパーティは黒人マフィアのチャンスが経営する秘密の高級売春クラブだったのだ。マシューは何とかサニーを助け出そうとするがうまく行かず、サニーは殺されてしまう。
マシューはサニーの友人サラに近づき、サニーを殺した犯人を探しだそうとする。そして、クラブの常連客の1人エンジェルが犯人である事をつきとめる。

## キャスト
※括弧内は日本語吹き替え（TBS版）。
- マシュー - ジェフ・ブリッジス（大塚明夫）
- サラ - ロザンナ・アークエット（小林優子）
- エンジェル - アンディ・ガルシア（山寺宏一）
- サニー - アレクサンドラ・ポール（水谷優子）
- チャンス - ランディ・ブルックス（大塚芳忠）

初回放送 - 1992年1月22日『水曜ロードショー』